# Чо Мін Сон
Чо Мін Сон (кор. 조 민선; нар. 21 березня 1972) — південнокорейська дзюдоїстка, олімпійська чемпіонка 1996 року, бронзова призерка Олімпійських ігор 2000 року, дворазова чемпіонка світу.

## Виступи на Олімпіадах
| Олімпіада    | Дисципліна | Місце |
| ------------ | ---------- | ----- |
| Атланта 1996 | до 66 кг   | 1     |
| Сідней 2000  | до 70 кг   | 3     |